# Willeskopper stier
De Willeskopper stier is een kunstwerk van brons in de Nederlandse plaats Willeskop, dat onderdeel uitmaakt van zowel de gemeente Montfoort als Oudewater.
Het beeld is een ontwerp van Toon Grassens en werd op 4 november 1989 onthuld. De stier staat met de horens richting Montfoort alsof het zo de voormalige gemeente Willeskop verdedigt. De stier staat op een bronzen plaat met daarop een plattegrond van Willeskop en het gemeentewapen. Ook is de plaat voorzien van een tekst:

GEMEENTE WILLESKOP
01-01-1818
31-12-1988

Op de plaat is het kunstwerk voorzien van de signatuur van Toon Grassens.
De stier staat symbool voor de voormalige gemeente Willeskop. Toen deze bij Montfoort gevoegd dreigde te worden in verband met de gemeentelijke herindeling van 1989, was hiertegen veel verzet onder de bewoners. Zij hingen borden met de beeltenis van een stier op met daaronder de tekst Willeskoppig. Toen Willeskop uiteindelijk toch bij Montfoort werd gevoegd, plaatste de gemeente een bronzen stier op de voormalige gemeentegrens aan de N228.